# Long Hòa, Vĩnh Long
Long Hòa là một xã thuộc tỉnh Vĩnh Long, Việt Nam. Đây là một trong 4 xã không thực hiện sắp xếp sau sáp nhập xã của tỉnh Vĩnh Long năm 2025.

## Địa lý
Xã Long Hoà nằm trên Cù lao Long Hòa, có vị trí địa lý:
- Phía đông giáp xã An Qui và Thạnh Phong, ranh giới là sông Cổ Chiên.
- Phía tây giáp xã Vinh Kim, ranh giới là sông Cổ Chiên.
- Phía nam giáp xã Long Hữu và Mỹ Long, ranh giới là sông Cổ Chiên.
- Phía bắc giáp xã Hòa Minh; giáp xã Thạnh Phú với ranh giới là sông Cổ Chiên.

Xã Long Hòa có diện tích 52,67 km², dân số năm 2025 là 13.309 người, mật độ dân số đạt 252 người/km².

## Hành chính
Xã Long Hòa được chia thành 10 ấp: Bà Tình, Bùng Binh, Cồn Phụng, Hai Thủ, Rạch Giồng, Rạch Gốc, Rạch Ngựa, Rạch Sâu, Thôn Vạn, Xẻo Ranh.

## Lịch sử
Sau năm 1975, Long Hòa là một xã thuộc huyện Châu Thành Đông.
Ngày 11 tháng 3 năm 1977, Hội đồng Chính phủ ban hành Quyết định 59-CP về việc giải thể huyện Châu Thành Đông sáp nhập xã Lương Hòa của huyện Châu Thành Đông vào huyện Cầu Ngang.
Ngày 29 tháng 9 năm 1981, Hội đồng Bộ trưởng ban hành Quyết định 98-HĐBT về việc thành lập huyện Châu Thành trên cơ sở tách xã Long Hòa của huyện Cầu Ngang.
Ngày 27 tháng 3 năm 1985, Hội đồng Bộ trưởng ban hành Quyết định 86-HĐBT về việc chia xã Long Hoà thành hai xã là xã Long Hoà và xã Hoà Minh.
Xã Long Hoà gồm 9 ấp: Xẻo Ranh, Rạch Sâu, Thôn Vạn, Rạch Gốc, Bà Tình, Bà Chẩn, Rạch Ngựa, Bùng Binh và Hai Thủ.